# Falašové
| Židé a judaismus |
| Židé • Judaismus • Kdo je Žid |
| Ortodoxní • Konzervativní (Masorti) Progresivní (Reformní - Liberální) • Ultraortodoxní Samaritáni • Falašové • Karaité                                                                                            |
| Etnické skupiny a jazyky |
| Aškenázové • Sefardové • Mizrachim Hebrejština • Jidiš • Ladino • Ge'ez • Buchori |
| Populace (vývoj) |
| Evropa • Amerika • Asie • Afrika • Austrálie |
| Náboženství |
| Bůh • Principy víry • Boží jména 613 micvot • Halacha • Noachidské zákony Mesiáš • Eschatologie |
| Židovské myšlení, filosofie a etika |
| Židovská filosofie Cdaka • Musar • Vyvolenost Chasidismus • Kabala • Haskala |
| Náboženské texty |
| Tóra • Tanach • Mišna • Talmud • Midraš Tosefta • Mišne Tora • Šulchan aruch Sidur • Machzor • Pijut • Zohar |
| Životní cyklus, tradice a zvyky |
| Obřízka • Pidjon ha-ben • Simchat bat • Bar micva Šiduch • Svatba • Ketuba • Rozvod (Get) • Pohřeb Kašrut • Židovský kalendář • Židovské svátky Talit • Tfilin • Cicit • Kipa Mezuza • Menora • Šofar • Sefer Tora |
| Významné postavy židovství |
| Abrahám • Izák • Jákob • Mojžíš Šalomoun • David • Elijáš • Áron Maimonides • Nachmanides • Raši Ba'al Šem Tov • Ga'on z Vilna • Maharal                                                                           |
| Náboženské budovy a instituce |
| Chrám • Synagoga • Ješiva • Bejt midraš Rabín • Chazan • Dajan • Ga'on Kohen (kněz) • Mašgiach • Gabaj • Šochet Mohel • Bejt din • Roš ješiva                                                                      |
| Židovská liturgie |
| Šema • Amida • Kadiš Minhag • Minjan • Nosach Šacharit • Mincha • Ma'ariv • Musaf |
| Dějiny Židů |
| starověk • středověk • novověk |
| Blízká témata |
| Antisemitismus • Gój • Holocaust • Izrael Filosemitismus • Sionismus Abrahámovská náboženství |
| z • d • e |

Falašové, Etiopští Židé neboli Beta Israel („Dům Izraele“, hebrejsky ביתא ישראל‎, ge'ez ቤተ፡እስራኤል; známí také jako Falášové, či Felašové – amharsky „cizinci“ či „přistěhovalci“) jsou Židé, kteří žijí nebo jejich předkové žili v Etiopii. Současná židovská komunita v Etiopii má přibližně několik tisíc osob.

## Původ
Původ etiopských Židů bývá častým předmětem výzkumu mnoha badatelů z oboru judaistiky, blízkovýchodních studií, ale i geografie. O původu etiopských Židů vedou badatelé mnohaleté spory a existuje několik teorií, které by mohly jejich původ osvětlit, žádná z nich však nebyla spolehlivě prokázána.
Etiopští Židé sami sebe označují jako Beta Israel (česky dům Izraele) a vnímají se jako potomci jednoho z deseti ztracených kmenů Izraele, které se ztratily po zničení Šalamounova chrámu, konkrétně kmene Dan. Další legendy je označují jako potomky hebrejského kmene, který se oddělil během exodu z Egypta či jako potomky doprovodu přiděleného králem Šalomounem legendární královně ze Sáby, či jejího syna Menelika I.
Většina soudobých vědců však tvrdí, že jejich původ lze spíš nalézt ve vlivu semitské a židovské kultury, které pronikaly do Etiopie z Arabského poloostrova. Studie DNA přesvědčivě prokázaly, že etiopští Židé jsou po genetické stránce podobní jiným obyvatelům Etiopie. To ukazuje, že k judaismu zřejmě kdysi konvertovali. Studie z roku 2012 ukázala, že i když se Falašové více podobají původnímu obyvatelstvu Etiopie, mají vzdálený židovský původ starý asi 2000 let.

## Historie
Historii etiopských Židů není možné rekonstruovat před 13. století. Jediné, co se ví o předcházejícím období je to, že tato skupina praktikovala primitivní formu judaismu, jež nebyla ovlivněna vnějšími vlivy, že nehovořili semitskými jazyky a že v 10. století ztratili nezávislost, když je porazil jeden z císařů dynastie Aksúm. Díky své izolaci od ostatních diasporních Židů u nich nedošlo k přijetí ústní tóry, uznávají tedy pouze tóru písemnou. Rabínská nařízení pro každodenní život a biblické exegeze jim tak zůstaly utajeny a svůj život řídí pouze podle Tanachu.
Lépe zaznamenaná historie etiopských Židů začíná roku 1270, kdy bylo obnoveno semitsko-křesťanské království, tzv. Šalamounovská dynastie. Podle etiopských kronik se místní Židé v dobách centralizujícího režimu císařů snažili udržet si autonomii. Pod vedením svých králů a královen sice prohráli mnoho bitev, ale vždy byli schopni se znovu pozvednout. Falašská vláda padla, když nastala obnova křesťanské císařské moci společně s portugalskou intervencí.
Původní náboženské a sociokulturní rysy etiopské židovské komunity se vyvinuly v průběhu 14. a 15. století. Tehdejší vláda podporovala misionářství mezi Falaši a tito misionáři následně vyvolali celou řadu reforem a vznik literatury v jazyce ge'ez. Po zákazu vlastnictví půdy nekřesťany z 15. století se Židé stali izolovanou horskou komunitou.
Poté, co byli Falašové zbaveni politické organizace, se z nich stala jedna ze skupin žijících na okraji etiopské společnosti. V této době se také mnoho Etiopanů židovské víry obrátilo na křesťanství. Za důvod jejich přežití se uvádí zejména styky se západem. Jako důsledek přijetí západních misionářů se jeví vystoupení jednoho z pseudomesiášů, kterého mnoho Etiopanů židovského vyznání následovalo na dlouhém pochodu do Palestiny, na němž však většina z nich zmizela. Velikost etiopské židovské komunity se v 19. století odhaduje na zhruba 200 000.
Židovské náboženské instituce neměly vůči Falašům jednotný názor. Hlavní izraelský rabinát je uznal za Židy až roku 1973. Avšak v roce 1974 , kdy skončila císařská vláda Haile Selassieho, tj. po nástupu prosovětské komunistické diktatury Mengistu Haile Mariama, se situace Falašů stala nesnesitelnou. V průběhu 80. a začátkem 90. let tak proběhly operace Mojžíš, Jozue a Šalamoun, při kterých izraelská armáda ve spolupráci se CIA přemístila většinu etiopské židovské komunity do Izraele. V pondělí 19. listopadu 2018 proběhla v etiopském hlavním městě Addis Abebě demonstrace několika stovek etiopských židů – Falašů. Protestovali proti rozhodnutí izraelské vlády. Ta totiž už v září 2018 schválila přesídlení jen 1 000 z přibližně 8 000 zbylých etiopských židů – Falašů do Izraele.

## Problémy s integrací
První pokusy o přesun etiopských Židů do Izraele začaly probíhat na konci 70. let minulého století. Vedla k tomu především špatná ekonomická situace Etiopie a s ní spojený hladomor, ale také celková eskalace antisemitismu ze strany etiopského diktátora Mengistu Haile Mariama. V roce 1984 došlo k masivnímu organizovanému přesunu etiopských Židů do Izraele. Na této akci spolupracovali Mosad, izraelská armáda a americká CIA. Záchranná akce probíhala přes území Súdánu, kde byly postaveny uprchlické tábory. O rok později, v roce 1985 probíhala další záchranná akce menšího rozsahu označovaná jako Jozue. Odhaduje se, že během operace Mojžíš a Jozue byla ze Súdánu evakuována asi třetina etiopské židovské populace, cca 8 tisíc osob. Další záchranná akce probíhala formou nepřetržitého téměř dvoudenního leteckého mostu mezi Etiopií a Izraelem. Počet zachráněných uprchlíků dosáhl téměř patnácti tisíc. Od roku 2010 vláda tehdejšího premiéra Benjamina Netanjahu schválila záchranu posledních pár tisíc Židů přežívajících v Etiopii, která však nikdy nebyla dokončena. Každým rokem přichází do Izraele další etiopští Židé a jejich počet, díky vysoké porodnosti, značně narůstá. V současné době[kdy?] žije v Izraeli okolo 135 tisíc etiopských Židů.
Izraelská společnost zpočátku zastávala vůči etiopským Židům nedůvěřivý postoj. Vrchní náboženští představitelé a politici 20. století často diskutovali, zdali se jedná o právoplatné Židy, když nemluví hebrejsky, jejich náboženství se od dnešního judaismus značně liší a navíc mají odlišnou barvu pleti. Jejich oficiální židovský status byl uznán v roce 1973 vrchním rabinátem, což dalo podnět k pozdějším záchranným akcím. I přesto, že byli etiopští Židé oficiálně uznáni za příslušníky židovského národa, v praxi často docházelo (a mnohdy stále dochází) k problémům s jejich přijetím a integrací do izraelské společnosti.

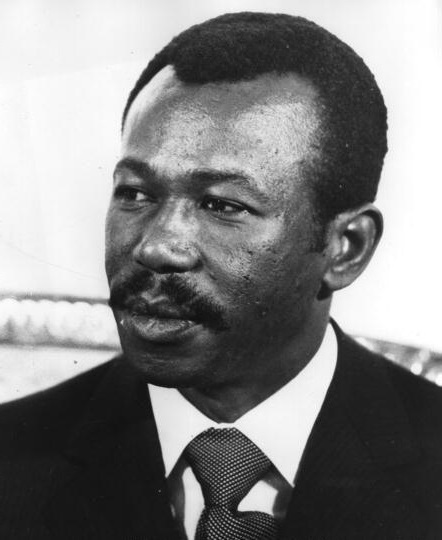
Mengistu Haile Mariam, fotografie z druhé poloviny 70. let

Jednou z prvotních překážek, kterou museli etiopští Židé překonat, byla jazyková bariéra. Po operaci Mojžíš trávili zachránění Židé šest měsíců, až dva roky ve speciálních zařízeních, separováni od ostatních, kde se učili hebrejštině a praktickým dovednostem pro život v moderní izraelské společnosti. Mnohdy byly rozděleny celé rodiny (ať už část rodiny zůstala v Etiopii a čekala na další evakuační akce, nebo byli jednotliví členové rodin po příjezdu do Izraele rozmístěni do různých zařízení). Tito lidé pociťovali silnou separační úzkost a zažívali každodenní pocity nejistoty, protože o svých ztracených příbuzných neměli žádné zprávy, a navíc se poprvé v životě ocitli v cizí, vyspělé zemi. Z tohoto období jsou známy dokonce případy sebevražd, které etiopští Židé v této neutěšené situaci ze zoufalství páchali.
Za nejpalčivější a médii nejvíce propíranou kauzu omezování práv etiopských Židů lze označit omezení darování krve od roku 1977. Etiopští Židé sice krev v izraelských zdravotnických zařízeních darovat mohli, nikdy však se však nedostala ke svému příjemci. Krevní banky krev etiopských Židů často vylévali z obav před virem HIV, který je na africkém kontinentu mnohonásobně rozšířenější než ve vyspělých zemích. Otázkou však zůstává, zdali se z izraelské strany jednalo opravdu o obavy z infekce (neboť je běžnou praxí, že každá darovaná krev, ať už od Etiopana nebo například aškenázského Žida, musí být laboratorně otestována, zdali není kontaminována život ohrožujícími viry a bakteriemi), nebo v tom hrály určitou roli rasové předsudky. Když se o praktikách vylévání krve na konci 90. let veřejnost dozvěděla, vyvolalo to značné nepokoje a demonstrace v izraelských ulicích. Ke zrušení této praxe však došlo až o dvacet let později, v roce 2017.
Svébytnou integraci etiopských Židů do izraelské společnosti představují etiopské ženy. Právě jim se v Izraeli otevřely doposud neprobádané obzory, které významně ovlivnily jejich ekonomický a společenský status. Etiopská společnost, stejně jako ostatní subsaharská společenství, je založena na velmi vysoké porodnosti. Ženy zde v průměru mají sedm až osm dětí, první přichází na svět většinou do dvou let po svatbě (která bývá často smluvená a probíhá po první dívčině menstruaci) a není výjimkou, že poslední dítě má žena těsně před menopauzou. Oproti tomu v Izraeli připadají na jednu ženu v průměru tři děti . Vysoké porodnosti etiopských žen si byli vědomi i zdravotníci v adaptačních centrech pro nové migranty. V posledním desetiletí začaly v médiích vyplouvat na povrch teorie tvrdící, že jsou etiopským ženám aplikovány hormonální antikoncepční injekce bez jejich vědomí. O této kauze byl dokonce natočen dokument, ve kterém přes třicet etiopských žen podalo svá svědectví. Izraelské ministerstvo zdravotnictví se situací začalo okamžitě zabývat a situaci neprodleně prošetřovat. Ministerstvo nakonec podalo prohlášení, ve kterém tuto praxi razantně popřelo. Otázkou zůstává, pokud bylo vyšetřování provedeno opravdu pečlivě a k aplikování antikoncepce opravdu nedocházelo, co vedlo etiopské ženy k těmto obviněním. Je pravdou, že se fertilita etiopských žen v Izraeli postupně snižuje, což je způsobeno ekonomickými podmínkami. Zatímco v Etiopii tráví ženy čas péčí o domácnosti, prací v zemědělství a výchovou dětí, v Izraeli mohou studovat vysoké školy a vykonávat rozmanitá povolání. Se svatbou většinou čekají až do dokončení studií a do té doby poznají několik sexuálních partnerů, což je v Etiopii naprosto nemyslitelné. Děti jsou stále považovány za středobod každého manželství, ale jejich počet se výrazně snížil a časová rozpětí mezi jednotlivými porody se zvýšila.
Zajímavostí u etiopských žen je také tempo jejich integrace. Z výzkumů vyplývá, že nejlépe se do izraelské společnosti integrovaly mladé ženy, které se během několika málo měsíců naučily perfektně hebrejštinu a navázaly kontakty i mimo svoji komunitu. Oproti tomu ženy ve středním věku a starší měly s integrací značné problémy. Starší ženy se v prvních měsících po příchodu jen těžce přizpůsobovaly izraelským normám a modernímu světu, mnohem více lpěly na etiopských tradicích a hodnotách. Častým fenoménem bylo, že se o integraci svých rodičů do izraelské společnosti zasadily právě ty mladé ženy, kterým začlenění do společnosti nečinilo výrazné problémy.
Dalším problematickým místem integrace etiopských Židů jsou zařízení poskytující lékařskou péči. To je zapříčiněno především rozdílnými pojetími lidského těla a nemocí v Etiopii a Izraeli. V Etiopii zastává roli lékaře speciální léčitel, tzv. dabtara. Typické jsou zde rovněž různé ochranné talismany, provádění magických ozdravných rituálů a používání přírodní medicíny. Ke skutečnému lékaři nemá mnoho Etiopanů přístup. Oproti tomu v Izraeli jsou Etiopané častými návštěvníky ordinací. Většina lékařů se shoduje v tom, že etiopští Židé navštěvují zdravotnická zařízení kvůli banalitám, a vážné choroby naopak podceňují. Etiopané si často stěžují na příznaky (např. bolest hlavy, nevolnost, rýma), které lze snadno vyřešit v pohodlí domova, a tím plní čekárny. K lékaři se často vrací opakovaně, protože jejich problémy neustupují a mají pocit, že se jim lékaři dostatečně nevěnují a zlehčují jejich zdravotní stav. Z výzkumu vyplývá, že většina jejich problému je psychosomatického rázu, spojená se stresem z integrace do nového prostředí a společnosti, např. podrážděný žaludek z cizí stravy, různé druhy alergií, atd. Objevují se u nich také choroby charakteristické pro moderní společnost a které byly doposud v Etiopii neznámé. Jedná se například o cukrovku, a obezitu. Značná část etiopských Židů zažívá také psychické problémy. Jejich psychosomatické obtíže jsou často praktickými lékaři neřešitelné, proto jim nejsou lékaři schopni pomoci a oni se za nimi neustále vracejí. Velká část Etiopanů si proto také stěžuje na hrubé chování lékařů, zvyšování hlasu a nedostatečné vysvětlení jejich medikace.
Izraelská vláda již na integraci etiopských Židů vynaložila nemálo finančních prostředků a snaha o co nejefektivnější integraci nových imigrantů probíhá i v současnosti. Celkově by se integrace etiopských Židů dala označit jako úspěšná. V současné době mají rovnocenné příležitosti a možnosti jako všichni občané státu Izrael. Představitele etiopských Židů můžeme nalézt v politice, zdravotnictví, armádě, školství, ale i v populární kultuře a umění. Problémem však zůstávají chudinské čtvrti, do kterých se chudší vrstvy Etiopanů sdružují, a ve kterých kvete kriminalita a obchod s drogami. Dalším problémem, kterému etiopští Židé, stejně jako další etnické skupiny v Izraeli, čelí, je rasová diskriminace ze strany jednotlivců.

## Galerie

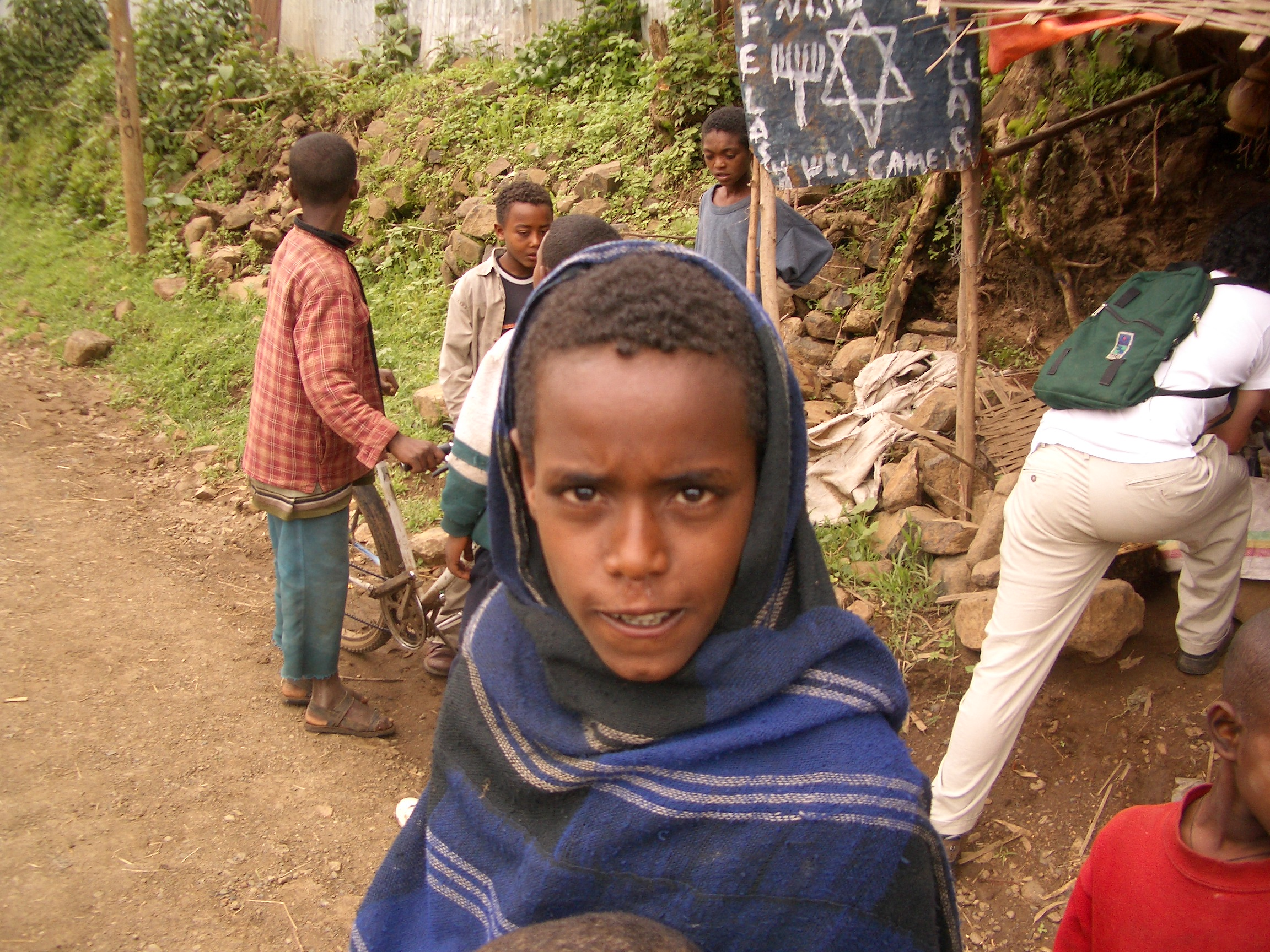
Falašský chlapec před odletem do Izraele
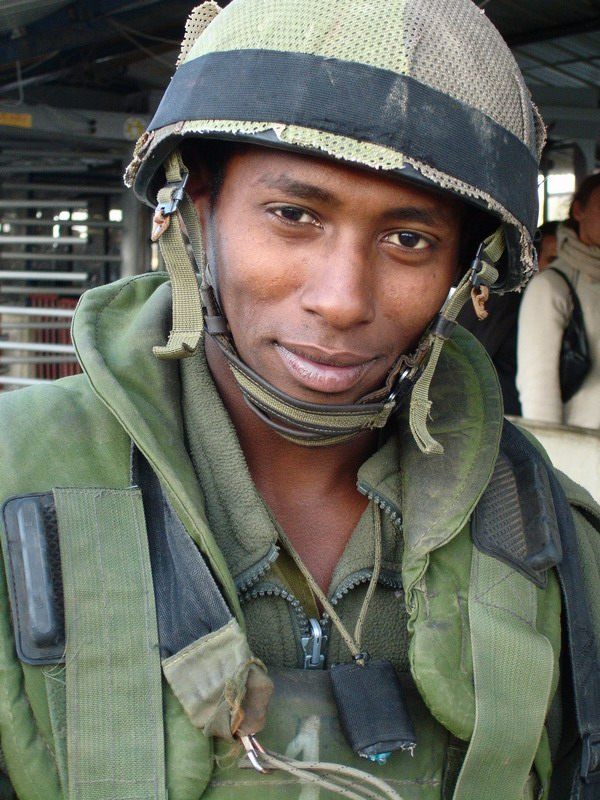
Izraelský voják etiopského původu v Nábulusu, 2006
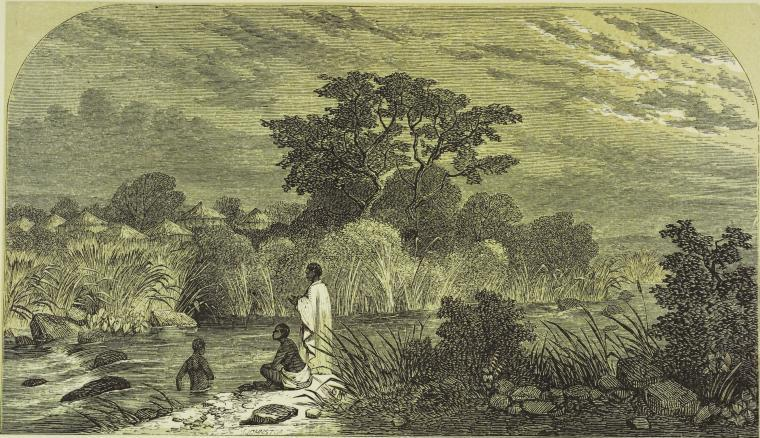
Etiopská židovská vesnice Balankab. Od A. H. Sterna, přetištěno v Židovské encyklopedii
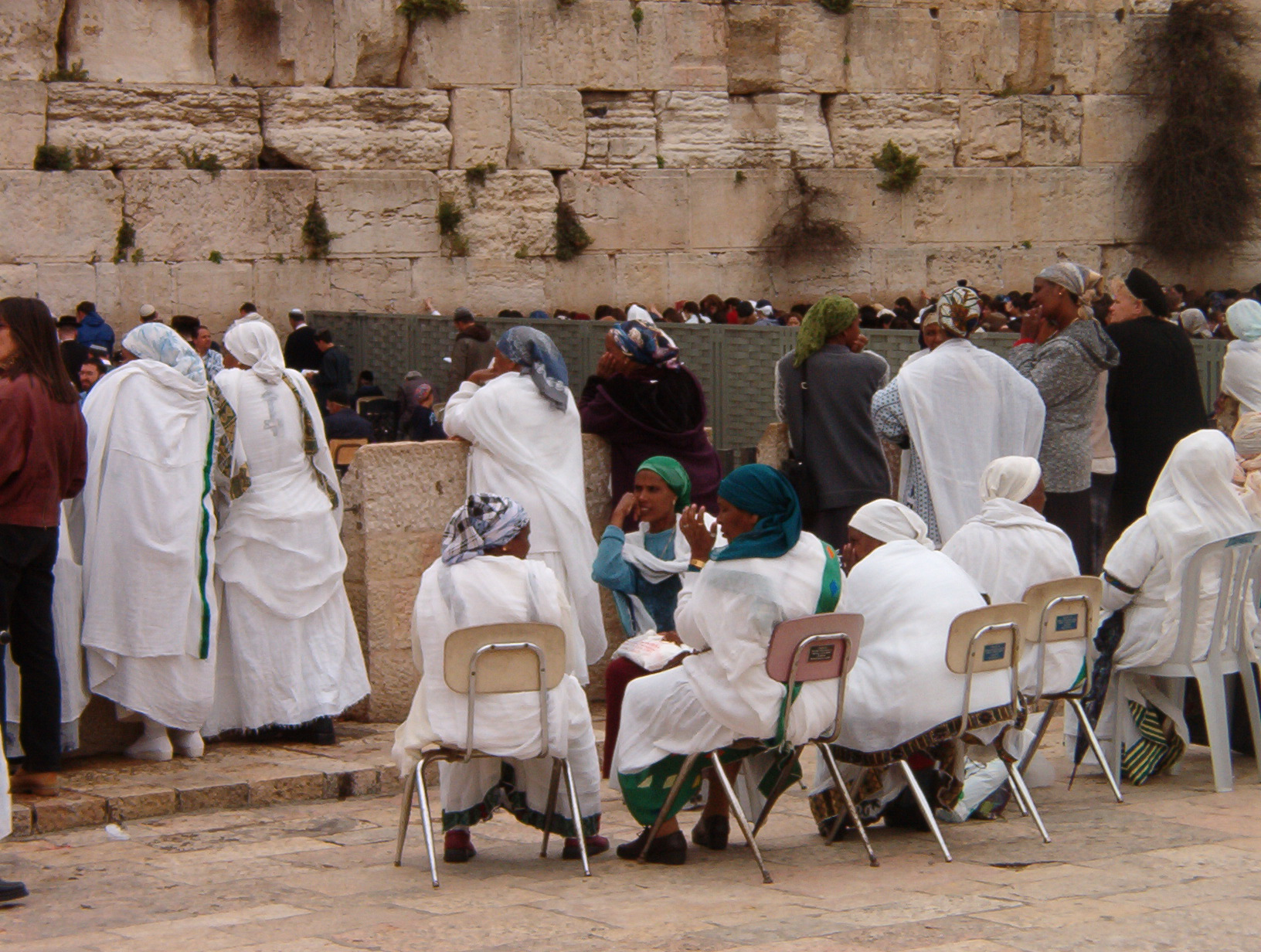
Etiopské ženy u Zdi nářků během pesachového týdne
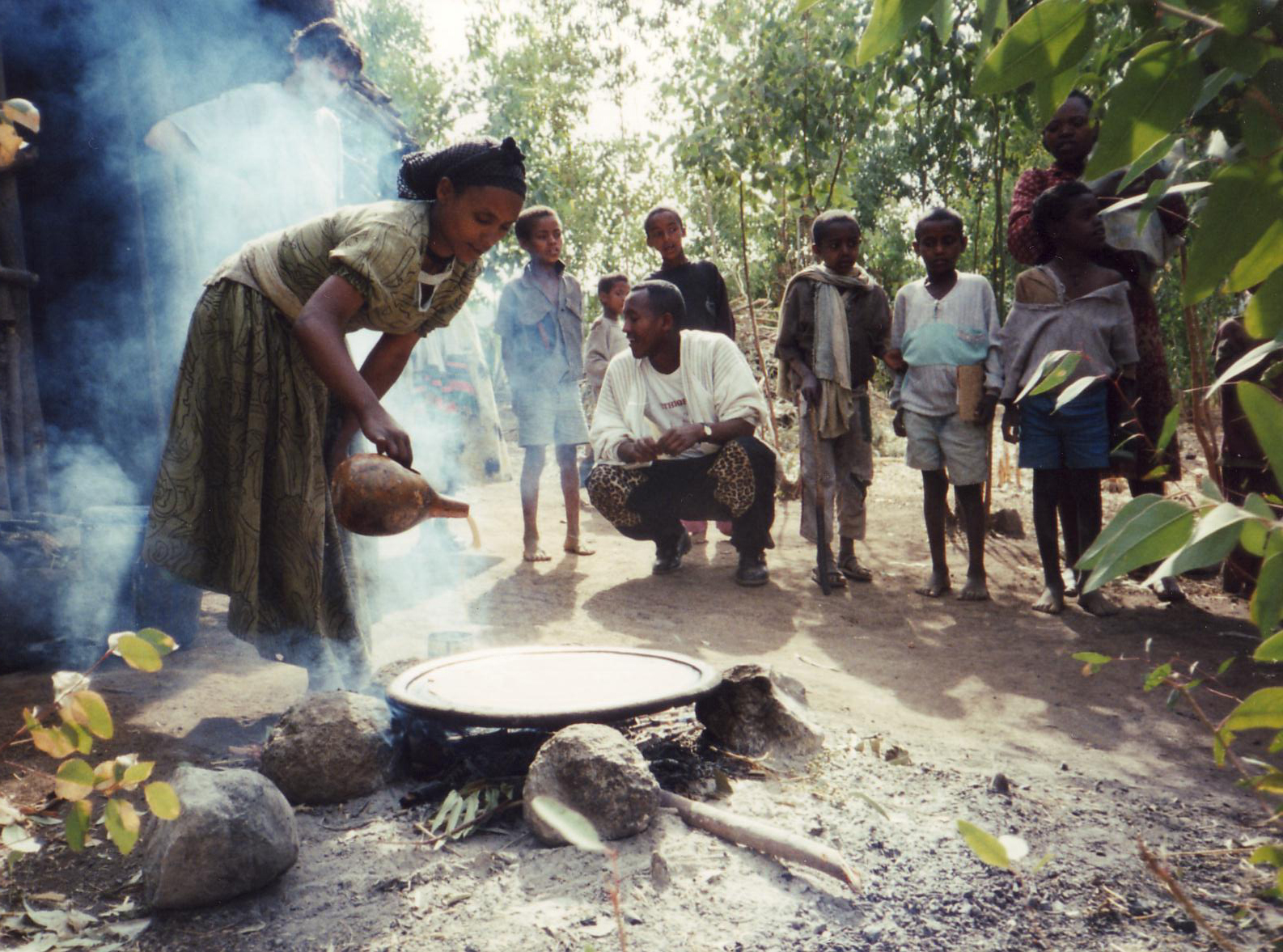
Falašská žena vyrábí Indžeru v Gondaru v roce 1996
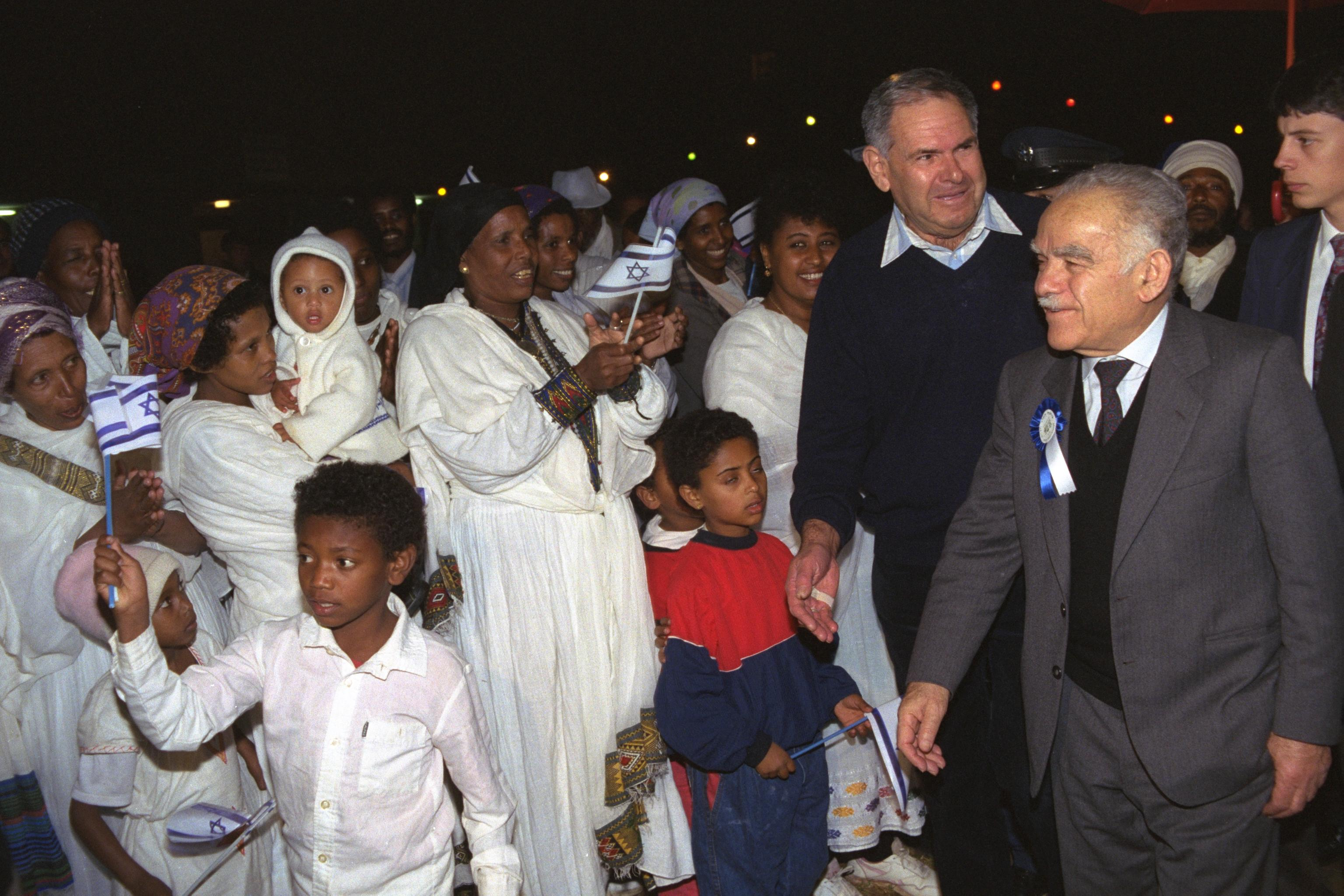
Izraelský premiér Jicchak Šamir vítá nové přistěhovalce z Etiopie, 1991